# Håkan Bråkan 003
Håkan Bråkan 003 är en kommande svensk familjefilm, med premiär planerad till 2025. Den är regisserad av Ted Kjellsson, som även skrivit manus tillsammans med Thobias Hoffmén. Filmen bygger på Håkan Bråkan-serien av Anders Jacobsson och Sören Olsson, och är en uppföljare till Håkan Bråkan 2 från 2024.
Filmen är planerad att ha biopremiär i Sverige den 25 december 2025, utgiven av Nordisk Film.

## Rollista
| Silas Strand             | – Håkan Bråkan     |
| Sissela Benn             | – Karin Andersson  |
| Fredrik Hallgren         | – Rudolf Andersson |
| Yussra El Abdouni        | – Amanda           |
| Eva Rydberg              | – tant Gunnarsson  |
| Mario Mustafa            | – Beiron           |
| Vega Hollenberg          | – Tindra           |
| Helena Lindegren         | – Mathea           |
| Hampus Nessvold          | – receptionist     |
| Christoffer Nordenrot    | – Stefan           |
| Magnus Sundberg          | – Jörgen           |
| Khanya Bjurenstedt Waern | – Isabella         |
| Babak Yousefi            | – Aron Sandmén     |

## Produktion
Filmen är producerad av Malin Söderlund för Unlimited Stories, i samproduktion med Film i Väst, Nordisk Film och SVT. Inspelningarna påbörjades den 18 september 2024 i Västra Götaland.